# Matt Riddle (luchador)
Matthew Fredrick Riddle (Allentown, Pensilvania; 14 de enero de 1986), conocido como Matt Riddle, es un artista marcial mixto y luchador profesional estadounidense quien trabaja en Major League Wrestling (MLW). También hace apariciones esporádicas para Lucha Libre AAA Worldwide (AAA) y en el circuito independitente. Es conocido por haber trabajado para la empresa WWE de 2018 a 2023. También es notable por haber luchado como artista marcial mixto en Ultimate Fighting Championship (UFC).
Su inició en el MMA data desde 2008, cuando Riddle hizo un nombre por sí mismo por apariciones en The Ultimate Fighter 7 de SpikeTV, y tuvo una racha de cuatro peleas ganadas en el UFC antes de que fuera despedido por dar positivo en un test de marihuana en febrero del 2013. En 2014, Riddle empezó la transición para una carrera como luchador profesional, e hizo su debut en febrero de 2015. En 2016, los lectores del Wrestling Observer Newsletter lo reconocieron como el luchador novato del año y el luchador que más ha mejorado durante el año.
Riddle fue una vez Campeón de Evolve en su primer reinado, es también una vez Pro Wrestling Guerrilla (PWG) World Tag Team Champion con Jeff Cobb, WWN Champion y dos veces Progress Atlas Champion.
Dentro de sus logros en WWE se encuentra una vez Campeón de los Estados Unidos, una vez
Campeón en Parejas de NXT junto a Pete Dunne y dos veces campeón Campeón en Parejas de Raw junto a Randy Orton como parte del equipo RK-Bro. También fue ganador del Dusty Rhodes Tag Team Classic con Pete Dunne.

## Primeros años
Riddle nació en Allentown, Pensilvania y fue entrenado en Rat Pack Fighting Systems, pero más tarde se mudó a Saratoga Springs, Nueva York, donde asistió a Saratoga Springs High School y fue campeón estatal en 2004 (189 lbs.) Riddle más tarde asistió a la East Stroudsburg University, donde fue miembro del equipo de lucha por dos años y ganó muchos campeonatos. Es conocido por inmovilizar a Jon Jones en la secundaria. Después de que su entrenador fuera despedido, Riddle perdió su beca escolar de lucha y se introdujo dentro de las MMA's.

## Carrera como artista marcial mixto
Riddle tiene un récord de 1-0 en MMA amateur. Trabajó como techador y se entrenó en jiu-jitsu brasileño en las noches. Como no tenía mucho dinero, él entrenaba en el Rat Pack Gym en Palmerton (Pensilvania). Riddle utilizó el libro de BJ Penn Mixed Martial Arts: The Book of Knowledge, para ayudarse en su aprendizaje.

### The Ultimate Fighter
Riddle peleó frente a Dan Simmler, un suplente de Matt Serra, para entrar en la casa de TUF. Riddle noqueó a Simmler en los primeros segundos del segundo asalto y lo golpeó tres veces en la mandíbula después de haber perdido el conocimiento, rompiendo la mandíbula de Simmler en dos partes. Fue llamado el más grande nocaut en la historia de The Ultimate Figther por Dana White y el nocaut del siglo por Quinton Jackson. Riddle fue elegido segundo para el equipo de Rampage. Durante la grabación del programa, a Riddle se le dio el sobrenombre de Chipper después de que Rampage notara que siempre sonreía.
La segunda pelea de Riddle fue contra Tim Credeur. Credeur derrotó a Riddle vía rendición en el segundo asalto, sacando a Riddle del torneo. Después de la pelea, Credeur le compró a Riddle un Xbox 360 con sus ganancias.
Durante el show, Riddle fue visto discutiendo constantemente con el más viejo y experimentado, Dante Rivera. Dante, en más de una ocasión declaró que se retiraría si Riddle lo derrotaba.

### Ultimate Fighting Championship
En la final de The Ultimate Fighter 7 el 21 de junio de 2008, Riddle hizo su debut en UFC y su debut profesional derrotando al veterano Ultimate Fighter , Dante Rivera, vía decisión unánime (29–28, 30–27, 30–27).
Riddle fue programado para pelear frente a  Ryan Thomas en UFC 91, pero una lesión de rodilla forzó a Riddle a no participar de la pelea. La recuperación para la lesión de rodilla tomaría entre 6-8 semanas.
Después de recuperarse, Riddle peleó y derrotó a Steve Bruno vía decisión unánime (29-28, 29-28, 29-28) en UFC Fight Night: Lauzon vs. Septhens
En su tercera pelea en UFC, Riddle derrotó a otro de sus excompañeros de reparto de Ultimate Fighter 7, Dan Cramer vía decisión unánime en el pre-show de UFC 101.
Luego enfrentó al alumno de TUF 9 Nick Osipczak el 14 de noviembre de 2009 en UFC 105. La lucha fue en la región de nacimiento de Osipczak en Inglaterra. Riddle perdió la pelea vía TKO en el tercer asalto.
Después de perder con Osipczack, Riddle enfrentó al recién llegado Greg Soto el 27 de marzo de 2010 en UFC 111. Después de dominar los dos primeros asaltos, Soto conectó una patada alta ilegal a la cabeza de Riddle en el tercer asalto, lo que lo incapacitó para continuar y le dio la victoria a Riddle por descalificación.
Riddle se enfrentó a DaMarques Johnson el 1 de agosto de 2010 en UFC on Versus 2. Riddle ganaría la pelea vía TKO debido unos golpes cerca del final del segundo asalto.
Se esperaba que Riddle se enfretara a TJ Waldburger el 11 de diciembre de 2010 en UFC 124. Sin embargo, Waldburger fue sacado de la cartelera por lesión y reemplazado por el recién llegado Sean Pierson. Pierson derrotó a Riddle vía decisión unánime (30-27, 30-27, 30-27) y la pelea fue bautizada por el presidente del UFC Dana White como la verdadera Pelea de la Noche.
Se esperaba que Riddle se enfrentara al su compañero de reparto de Ultimate Fighter, Matt Brown, el 3 de marzo de 2011 en UFC Live: Sanchez vs. Kampmann, reemplazando a un Mark Scanlon lesionado. Sin embargo, Riddle también resultó lesionado, lo que provocó que la pelea de Brown fuera eliminada de la cartelera.
Riddle enfrentó al invicto talento de peso wélter Lance Benoist quién hacia su debut en el octágono el 17 de septiembre de 2011 en UFC Fight Night: Shields vs. Ellenberger. Perdió decisión unánime en una pelea que ganó los honores de Pelea de la Noche.
Riddle enfrentaría a Luis Ramos el 30 de diciembre de 2011 en UFC 141. Sin embargo, la pelea se canceló ya que Riddle se enfermó y tuvo que retirarse momentos antes que ocurriera.
Riddle pelearia frente a Jorge Lopez el 4 de febrero de 2012 en UFC 143, reemplazando un lesionado Amir Sadollah. Sin embargo, Lopez también fue forzado a dejar la pelea y fue reemplazado por el recién llegado Henry Martinez. Riddle ganó la pelea vía decisión dividida.
La pelea entre Riddle/Ramos fue programada para el 22 de junio de 2012 en UFC on FX 4. Sin embargo, Riddle fue forzado a dejar la pelea por otra lesión y fue reemplazado por Matt Brown.
Riddle intervino con Siyar Bahadurzada para pelear en poco tiempo con Chris Clements en UFC 149. Riddle ganó la pelea luego de atrapar a Clements en un stading arm-triangle, forzándolo a rendirse a los 2:02 del tercer asalto. Riddle ganó una bonificación de $65,000 por la rendición de la noche; y añadiéndole que fue su primera pelea como profesional que la ganó por rendición. El 20 de octubre de 2012, fue anunciado que Riddle dio positivo en su test de drogas, positivo para marihuana. Riddle fue posteriormente multado y suspendido por 90 días, retroactivo al 21 de julio de 2012.  El resultado de su victoria sobre Clements fue cambiado a sin resultado.
Se esperaba que Riddle enfrentara a Besam Yousef el 17 de noviembre de 2012 en UFC 154, reemplazando al lesionado Stephen Thompson. Sin embargo, Yousef fue forzado a salir de la pelea por una lesión y fue reemplazado por John Maguire. Riddle derrotó a Maguire vía decisión unánime.
Riddle enfrentó a Che Mills el 16 de febrero de 2013 en UFC on Fuel TV: Barao vs. McDonald. Riddle venció a Mills vía decisión dividida. El 26 de febrero de 2013, Riddle reveló que había dado positivo en el test antidrogas por marihuna. Esto fue su segundo test positivo en menos de un año y Riddle fue posteriormente despedido. Terminó su carrera en UFC ocupando el tercer lugar en la historia de UFC por defensa de derribos (89.3%) y octavo para aterrizajes totales (1350), y sin pruebas positivas de marihuana habría mantenido un récord de octágono de 9-3 con una racha de cuatro victorias consecutivas..

### Bellator MMA
Poco después de ser despedido de Ultimate Fighting Championship (UFC), Riddle firmó un acuerdo de múltiples peleas con la promoción basada en Texas, Legacy Fighting Championships. Sin embargo, el 18 de mayo de 2013, fue anunciado que Riddle firmaba con Bellator MMA después de su contrato con Legacy FC fuera comprado por la promoción. Se esperaba que Riddle compitiera en el torneo wélter de Bellator durante su novena temporada que comenzaba en el otoño de 2013..
Sin embargo, Riddle se rompió la costilla y tuvo que retirarse del torneo, y posteriormente se retiró de las peleas de la MMA debido a razones financieras. Unas semanas más tarde, Riddle salió de su retiro y se esperaba que luchara en Bellator 109. Una vez más, Riddle se retiró de esa pelea y fue liberado de Bellator en total.

### Titan FC
Riddle enfrentó al ex UFC Michael Kuiper en el coevento principal de Titan FC 27 el 28 de febrero de 2014. Riddle ganó en el segundo asalto con una guillotine choke.
Riddle enfrentaría a la leyenda de MMA Jose Lnadi-Jons por el vacante TFC Welterweight Championship en Titan FC 29 el 22 de agosto de 2014. Sin embargo, Landi-Jons estuvo forzado a quedar fuera de la pelea por problemas con su visa, y fue reemplazado por el veterano de UFC Ben Saunders. Sin embargo, la Riddle quedó fuera de la pelea por una lesión y fue reemplazado por el hombre que originalmente iba a enfrentar, Jose Landi-Jons.

### Récord en artes marciales mixtas
| Récord profesional | Récord profesional | Récord profesional |
| 13 peleas          | 8 victorias        | 3 derrotas         |
| ------------------ | ------------------ | ------------------ |
| Nocaut             | 1                  | 1                  |
| Sumisión           | 1                  | 0                  |
| Decisión           | 5                  | 2                  |
| Sin resultado      | 2                  | 2                  |

| Resultado     | Récord  | Oponente          | Método                      | Evento                                   | Fecha                    | Ronda | Tiempo | Localización            | Notas |
| ------------- | ------- | ----------------- | --------------------------- | ---------------------------------------- | ------------------------ | ----- | ------ | ----------------------- | --- |
| Victoria      | 8–3 (2) | Michael Kuiper    | Sumisión (guillotine choke) | Titan Fighting Championship 27           | 28 de febrero de 2014    | 2     | 2:29   | Kansas City, Kansas     | Pelea peso wélter |
| Sin resultado | 7–3 (2) | Che Mills         | Sin resultado               | UFC on Fuel TV: Barao vs. McDonald       | 16 de febrero de 2013    | 3     | 5:00   | Londres                 | Originalmente victoria de Matt Riddle; Resultado cambiado después que Riddle diera positivo por marihuana                       |
| Victoria      | 7–3 (1) | John Maguire      | Decisión (unánime)          | UFC 154                                  | 17 de noviembre de 2012  | 3     | 5:00   | Montreal, Quebec        | |
| Sin resultado | 6–3 (1) | Chris Clements    | Sin resultado               | UFC 149                                  | 21 de julio de 2012      | 3     | 2:02   | Calgary, Alberta        | Originalmente victoria de Matt Riddle; Sumisión de la Noche; Resultado cambiado después que Riddle diera positivo por marihuana |
| Victoria      | 6–3     | Henry Martinez    | Decisión (dividida)         | UFC 143                                  | 4 de febrero de 2012     | 3     | 5:00   | Las Vegas, Nevada       | |
| Derrota       | 5–3     | Lance Benoist     | Decisión (unánime)          | UFC Fight Night: Shields vs. Ellenberger | 17 de septiembre de 2011 | 3     | 5:00   | Nueva Orleans, Luisiana | Pelea de la Noche. |
| Derrota       | 5–2     | Sean Pierson      | Decisión (unánime)          | UFC 124                                  | 17 de septiembre de 2010 | 3     | 5:00   | Montreal, Quebec        | |
| Victoria      | 5–1     | DaMarques Johnson | TKO (golpes)                | UFC Live: Jones vs. Matyushenko          | 1 de agosto de 2010      | 2     | 4:29   | San Diego, California   | Combate en 127 lb, Johnson no dio el peso.                                                                                      |
| Victoria      | 4–1     | Greg Soto         | DQ (patada ilegal)          | UFC 111                                  | 27 de marzo de 2010      | 3     | 1:30   | Newark, Nueva Jersey    | |
| Derrota       | 3–1     | Nick Osipczak     | TKO (codazos y golpes)      | UFC 105                                  | 17 de noviembre de 2009  | 3     | 3:53   | Mánchester              | |
| Victoria      | 3–0     | Dan Crame         | Decisión (unánime)          | UFC 101                                  | 8 de agosto de 2009      | 3     | 5:00   | Filadelfia, Pensilvania | |
| Victoria      | 2–0     | Steve Bruno       | Decisión (unánime)          | UFC Fight Night: Lauzon vs. Stephens     | 7 de febrero de 2009     | 3     | 5:00   | Tampa, Florida          | |
| Victoria      | 1–0     | Dante Rivera      | Decisión (unánime)          | The Ultimate Fighter 7 Finale            | 21 de junio de 2008      | 3     | 5:00   | Las Vegas, Nevada       | |

## Carrera como luchador profesional

### Circuito independiente (2014-2018)
El 29 de octubre de 2014, fue anunciado que Riddle estaba entrenando para luchador profesional. Riddle hizo su debut profesional en la lucha el 7 de febrero de 2015, en la Monster Factory en Paulsboro, New Jersey. En julio de 2015 ganó el Monster Factory Heavyweight Championship. El 15 de septiembre de 2015, fue anunciado que Riddle había firmado con el la World Wrestling Network (WWN) para trabajar en los eventos de octubre de Evolve. Riddle luego confirmó que había participado en una prueba de WWE, lo que los llevó a tener un acuerdo con Evolve. El 24 de enero de 2016, Riddle ganó el torneo Style Battle de Evolve. El 8 de abril, se informó que Riddle había firmado un contrato con la empresa matriz de Evolve, WWN.. El 3 de septiembre, Riddle hizo su debut en Pro Wrestling Guerrilla (PWG), entrando en el Battle of Los Angeles 2016, fue eliminado en su primera lucha de la primera ronda por Kyle O'Reilly. En octubre de 2016, Riddle enfrentó a Cody Rhodes en la promoción de Nueva York House of Glory en el espectáculo llamado Unbreakable pero cayó derrotado.
El 15 de enero de 2017, Riddle derrotó a Rampage Brown para ganar el Progress Atlas Championship. Riddle debutó en Revolution Pro Wrestling el 21 de enero, desafiando sin éxito a Katsuyori Shibata por el British Heavyweight Championship. El 11 de febrero en CZW 18, Riddle se enfrentó a David Starr en una lucha campeón vs campeón, con defendiendo el Progress Atlas Championship y Starr defendiendo el campeonato de WXW Shotgun Championship. La lucha acabó en una descalificación doble, y ningún campeonato cambió de manos. El 1 de abril, Riddle derrotó a otros cinco hombres para convertirse en el WWN Championinaugural. El 20 de octubre, Riddle y Jeff Cobb, conocidos como equipo con el nombre de "Chosen Bros", derrotaron a los Lucha Brothers (Rey Fénix y Penta el Zero M) para ganar los Campeonatos Mundiales en Parejas de PWG.
El 5 de abril de 2018, Riddle derrotó a Zack Sabre, Jr. en Evolve 102 para ganar el Evolve Championship. El 4 de agosto, Riddle perdió el Evolve Championship frente a Shane Strickland en Evolve 108.

### WWE

#### Inicios en NXT (2018-2020)
El 31 de julio de 2018, Uproxx informó que Riddle había firmado un contrato con la WWE. El 18 de agosto, Riddle apareció en NXT TakeOver: Brooklyn IV y fue identificado por los comentaristas del evento como el nuevo fichaje de la WWE.
El 31 de octubre, Riddle hizo su debut, derrotando a Luke Menzies. Tras esto, Kassius Ohno comenzó una rivalidad contra él. En NXT TakeOver: War Games II, derrotó a Ohno en tiempo récord (7 segundos).
El 25 de enero en NXT TakeOver: Phoenix derrotó a Kassius Ohno después de golpearlo varias veces y que este se rindiera. 
El 5 de abril de 2019 tuvo un combate titular en NXT TakeOver: New York contra Velveteen Dream por el NXT North American Championship donde retuvo Dream, después del combate ambos se dieron el puño en señal de respeto.

#### Reinados como Campeón (2020-2021)
En el episodio del 10 de enero de 2020 de NXT, se anunciaron los participantes del Dusty Rhodes Tag Team Classic, con Riddle y Pete Dunne anunciados como participantes sorpresa; Más tarde tomarían el nombre de The BroserWeights, un acrónimo del apodo de "Original Bro" de Riddle y el apodo de "Bruiserweight" de Dunne. El dúo venció a South Wales Subculture (Mark Andrews y Flash Morgan Webster en la primera ronda el 15 de enero y a Imperium (Fabian Aichner y Marcel Barthel) en las semifinales el 22 de enero. 7 días después, derrotaron a Grizzled Young Veterans (James Drake y Zack Gibson) en la final para ganar el torneo y por ende, ser los retadores al Campeonato de Parejas de NXT en NXT Takeover: Portland. En dicho evento, Riddle y Dunne derrotaron a los monarcas Bobby Fish y Kyle O'Reilly de The Undisputed Era para ganar los títulos, ganando Riddle su primer campeonato en WWE. Sin embargo, cuando Dunne no pudo viajar a los Estados Unidos debido a la pandemia de COVID-19, eligió a Timothy Thatcher como su nuevo compañero de equipo. Más tarde, Riddle y Thatcher perderían los títulos contra Imperium en el episodio del 13 de mayo de NXT después de que Thatcher lo abandonara. En el episodio del 27 de mayo de NXT, Riddle y Thatcher se enfrentaro entre sí en un Fight Pit match, con Kurt Angle como árbitro invitado especial, donde Riddle perdió ante Thatcher por sumisión técnica. Esto marcaría ser el último combate de Riddle en NXT.
En el episodio del 29 de mayo de SmackDown, Kurt Angle apareció en SmackDown para anunciar que Riddle se mudaría a la marca, realizó su primera aparición como miembro oficial de SmackDown el 19 de junio, confrontando al campeón intercontinental AJ Styles, esa misma noche se enfrentaron ganando el combate y celebrando con el resto del roster que estaba presente viendo el encuentro.
Riddle recibió una oportunidad por el título en el episodio del 17 de julio de SmackDown, donde perdió ante Styles. Después del partido, fue atacado por King Corbin. Esto llevó a un combate en Payback, donde Riddle derrotó a Corbin. Perdió ante Corbin en el episodio del 25 de septiembre de SmackDown, poniendo fin a su enemistad.
Como parte del Draft 2020 en octubre, Riddle fue reclutado para la marca Raw El 29 de octubre, su nombre de anillo fue acortado a Riddle. En Survivor Series, formó parte del Team Raw junto con AJ Styles, Sheamus, Keith Lee y Braun Strowman, derrotando al Team SmackDown de forma apabullante. En diciembre, Riddle comenzaría una rivalidad con el Campeón de los Estados Unidos, Bobby Lashley.
Comenzando el 2021, en el Raw Legends Night del 4 de enero, derrotó al Campeón de los Estados Unidos de la WWE Bobby Lashley en un combate no titular. La siguiente semana, Riddle se enfrentó a Lashley en una revancha por dicho título, sin embargo perdió. Después del combate, retó al mánager de Lashley, MVP, a un combate, ganando Riddle por descalificación debido a que fue atacado por Lashley con un "Spear". En el episodio del 25 de enero, Riddle derrotó a The Hurt Business (MVP, Cedric Alexander & Shelton Benjamin) en un Gauntlet Match para ganar otra oportunidad por el título contra Lashley, pero este último le atacó después del combate con un Full Nelson. En Royal Rumble, participó en el Men's Royal Rumble Match entrando en el #16, eliminando a Lashley con ayuda de Christian, Big E & Daniel Bryan, sin embargo fue eliminado por Seth Rollins, durando 31 minutos y 17 segundos. Riddle recibió su combate por el título la noche siguiente en Raw, donde derrotó a Lashley por descalificación pero no ganó el título ya que Lashley se negó a dejar de atacarlo pese al conteo del árbitro. La siguiente semana, fue derrotado por Keith Lee.  El 21 de febrero en Elimination Chamber, derrotó a Bobby Lashley y John Morrison en una Triple Threat Match ganando el Campeonato de los Estados Unidos por primera vez y siendo el primer título de Riddle en el roster Principal. Al siguiente episodio de Raw, Riddle vencería a Morrison en un combate no titular. La semana siguiente, después de que él y Lucha House Party (Gran Metalik & Lince Dorado) lograban la victoria sobre RETRIBUTION MACE, Slapjack, T-BAR, el líder de la agrupación Mustafa Ali desafió a Riddle a un combate en ese mismo instante, a lo que aceptó. Pese a que perdió debido a la interferencia de RETRIBUTION, mantuvo el título consigo ya que el combate no era titular. En los siguientes episodios, siguió con su rivalidad con el grupo al conseguir victorias sobre Slapjack y Ali, con quien si puso el título en juego logrando su primera defensa titular. Riddle y Ali se enfrentaron nuevamente en el kick-off del evento Fastlane, donde consiguió su segunda defensa titular. Rumbo a WrestleMania 37, empezaría una breve rivalidad con Sheamus luego de recibir un golpe con un scooter (que el mismo Riddle utilizaba en su entrada). Posteriormente, envió a Sheamus por la cuerda superior después de un combate, pactándose un duelo entre ambos por el título de los Estados Unidos en WrestleMania. En la noche 2 del evento, perdió el título ante Sheamus, terminando su reinado a los 49 días.

#### RK-Bro (2021-2022)
En el episodio del 19 de abril de Raw, Riddle interrumpiría una entrevista entre bastidores de Randy Orton, donde sugirió una formación de parejas, aunque Orton descartó la idea y se fue. Más tarde en la noche se hizo un combate entre ellos, que Riddle ganó con un Roll-up. La semana siguiente, Orton estaba detrás del escenario con Riddle cuando sugirió que el equipo probara; el recién nombrado RK-Bro derrotó a The Hurt Business (Cedric Alexander & Shelton Benjamin), y luego de eso, Orton terminó volviéndose face primera vez desde principios de 2020. En el Raw del 28 de junio, Riddle ganó un Over The Tope Rope Battle Royal para reemplazar a Orton en el Last Chance Triple Threat Match clasificatorio al combate de escaleras de Money in the Bank, eliminando por último a Damian Priest. Más tarde esa misma noche, se enfrentó a AJ Styles y Drew McIntyre; sin embargo perdió el combate siendo McIntyre el vencedor. Aun así, esta derrota no afectó a Riddle al ya tener un boleto para el combate cuando semanas anteriores él mismo derrotó a McIntyre, y decidió integrarse a la batalla real para regalarle otro boleto a Orton. Ya en el evento el 18 de julio, fue uno de los participantes de la marca Raw en el combate de escaleras, que no pudo ganar luego de que Big E agarrara el maletín.
Después de una ausencia de siete semanas, Orton regresó en el episodio del 9 de agosto de Raw, donde inicialmente descontinuó su equipo con Riddle al comienzo del programa. Más tarde, Orton derrotó a AJ Styles en un combate luego de la ayuda de Riddle y tras abrazarlo, lo atacó con un RKO como señal de gratitud. La semana siguiente, RK-Bro se reuniría después de que Riddle salvara a Orton de un ataque a manos de Styles y Omos. En SummerSlam 2021, RK-Bro derrotó a Styles y Omos para ganar su primer Campeonato de Parejas de Raw, tanto individualmente como en equipo. En el episodio del 1 de octubre de Raw, Orton y Riddle permanecieron en Raw al ser reclutados como equipo en la selección #6 en la segunda ronda como parte del Draft, manteniendo el Campeonato En Parejas de Raw. En el episodio del 18 de octubre de Raw, Orton y Riddle se enfrentaron ante The Street Profits (Montez Ford & Angelo Dawkins) en un combate titular, que terminó sin resultado debido a que Styles y Omos atacaron a los cuatro hombres. En Crown Jewel, RK-Bro retendría los títulos contra Styles y Omos concluyendo la rivalidad con ellos. Luego también defendieron exitosamente ante Dirty Dawgs (Robert Roode y Dolph Ziggler) en Raw.
Mientras seguía compitiendo en Raw, Riddle regresó brevemente a NXT en el episodio del 7 de diciembre cuando se reveló que era el chamán de MSK.
En Day 1, Orton y Riddle derrotaron a The Street Profits (Angelo Dawkins y Montez Ford) para retener los Campeonatos en Parejas de Raw. Dos noches después en Raw, Orton y Riddle fueron interrumpidos y atacados por Alpha Academy (Chad Gable y Otis), para luego enfrentarse contra los mismos esa misma noche, pero perdieron el combate. En el episodio del 10 de enero de Raw, Orton y Riddle perdieron los campeonatos ante Gable y Otis, poniendo fin a su reinado en 142 días. Riddle participó en el Men's Royal Rumble match de Royal Rumble, el cual no logró ganar tras ser eliminado por Brock Lesnar. Posteriormente en Elimination Chamber, Riddle fue uno de los seis participantes junto con Austin Theory, Seth Rollins, Brock Lesnar, AJ Styles y el campeón Bobby Lashley en el Elimination Chamber match por el Campeonato de la WWE, donde fue nuevamente eliminado por Lesnar, quien ganó el combate. En el episodio del 7 de marzo de Raw, RK-Bro ganó su segundo Campeonato de Parejas de Raw después de derrotar a los campeones Alpha Academy y al equipo de Rollins y Kevin Owens en una lucha por equipos de triple amenaza. RK-Bro luego defendió con éxito los títulos en WrestleMania 38, también en una lucha por equipos de triple amenaza, que involucraba a Alpha Academy y The Street Profits. Dos semanas después, los Campeones de Parejas de Smackdown, The Usos (Jey Uso y Jimmy Uso) aparecieron en Raw desafiándolos a un combate donde ambos equipos pondrían los campeonatos en parejas en juego para WrestleMania Backlash, aceptando RK-Bro el desafío. No obstante, la lucha fue modificada a un Six-Man Tag Team match con Drew McIntyre uniéndose a Orton y Riddle, mientras que Roman Reigns formaría equipo con sus primos. En WrestleMania Backlash, The Bloodline derrotó a McIntyre, Riddle y Orton después de haber recibido un Spear por parte de Reigns. En el episodio del 20 de mayo de SmackDown, Riddle y Orton finalmente perdieron los campeonatos al caer ante The Usos, unificando ellos ambos campeonatos en parejas.

#### Varios feudos (2022-2023)
Después de que Orton se ausentó por una lesión, Riddle continuó rivalizando con The Bloodline, uniéndose a Shinsuke Nakamura para desafiar sin éxito a The Usos por el Campeonato Indiscutible en Parejas de la WWE. Sin embargo, en el episodio del 3 de junio de SmackDown, Riddle y Nakamura no pudieron destronar a los campeones. Con una victoria sobre Sami Zayn la semana siguiente, ganó un combate contra Reigns por el Campeonato Universal Indiscutible de la WWE y Paul Heyman le comunicó que si perdía el combate, no volvería a retar a Reigns mientras este sea el campeón. En el episodio del 17 de junio, Riddle fue derrotado por Reigns. Tres días después en Raw, no pudo clasificarse para el Money in the Bank Ladder match después de perder ante Omos. Sin embargo, ganó una batalla real clasificatoria de última oportunidad la semana siguiente para ganar su lugar en el combate de Money in the Bank, que tampoco logró ganar en el mismo evento. Ridde comenzó un feudo con Seth Rollins, lo que llevó a que se anunciara un combate entre los dos para SummerSlam. Dicho combate fue pospuesta por WWE después de que Riddle sufriera una lesión luego de un ataque de Rollins en el episodio del 25 de julio. A pesar de ello, apareció en SummerSlam y llamó a Rollins, lo que provocó un duelo en ringside en la que Rollins salió con la mano arriba. En el episodio del 29 de agosto, su nombre de ring volvió a ser Matt Riddle. Luego de ello, Riddle sería derrotado por Rollins en Clash at the Castle, que se llevó a cabo en Cardiff, Galés. En el episodio del 19 de septiembre de Raw, Riddle se involucró en un combate por el Campeonato de los Estados Unidos entre el campeón Bobby Lashley y Rollins, lo que provocó que este último perdiera el combate. Más adelante en el programa, durante una riña en backstage, desafió a Rollins a un Fight Pit match para Extreme Rules y se designó a la leyenda de artes marciales mixtas Daniel Cormier como árbitro invitado especial. Esto hacía parecer que Riddle estaba en clara desventaja ya que Cormier es un amigo cercano de Rollins en la vida real; sin embargo en el evento del 8 de octubre, logró ganar el combate vía sumisión.
Sus constantes problemas con las drogas (en gran medida ya que habría fallado en 2 pruebas de drogas al dar positivo) y por sus problemas familiares, fue ingresado a rehabilitación, por lo que estará apartado de los cuadriláteros por tiempo indefinido.
Tras meses de ausencia por su rehabilitación, Riddle hizo su regreso en el episodio del 3 de abril de 2023, en Raw, donde atacó a The Miz. Esa misma semana en SmackDown, apareció para salvar a Sami Zayn de una paliza de The Usos, que fueron en parte responsables de que estuviese fuera de la programación. En el episodio del 17 de abril de Raw, el equipo de Riddle, Kevin Owens & Sami Zayn derrotaron a Finn Bálor, Damian Priest y Dominik Mysterio de The Judgment Day en una lucha por equipos de seis hombres. Después del combate, el trío fue asistido por Latino World Order en su disputa contra The Judgment Day y The Bloodline. Por segundo año consecutivo en un Backlash, Riddle enfrentaba a The Usos en un combate por equipos de seis hombres, solo que esta vez haciendo equipo con Owens y Zayn; el combate lo ganaría The Bloodline al recibir el Samoan Spike cortesía de Solo Sikoa. En el episodio del 15 de mayo, fue parte de una batalla real para determinar el próximo contendiente de Gunther por el Campeonato Intercontinental. Durante ese combate, Ludwig Kaiser y Giovanni Vinci lo atacaron, costándole la eliminación. Tras este ataque, comenzó una rivalidad con Imperium, interfiriendo en combates por equipo de estos, así como retar a Gunther por el título, el cual fue aceptado. En Money in the Bank, Riddle intentaría destronar el largo reinado de Gunther, pero no logró vencerle. El 22 de septiembre, Riddle anunció su salida de WWE, al ser liberado de su contrato por la empresa.

### Major League Wrestling (2023-presente)
El 21 de diciembre de 2023, se anunció que Riddle regresaría a Major League Wrestling (MLW) en Kings of Colleseum el 6 de enero de 2024, contra Jacob Fatu.

### New Japan Pro-Wrestling (2024)
En New Year Dash!!, Riddle hizo su debut en New Japan Pro-Wrestling (NJPW) en una viñeta pregrabada, desafiando al Campeón Mundial de Televisión de NJPW, Hiroshi Tanahashi. El 5 de enero, se anunció que Riddle haría su debut en el ring de NJPW en Battle in the Valley, formando equipo con un compañero misterioso contra Zack Sabre Jr. y Bad Dude Tito de TMDK. El 9 de enero, se anunció que Riddle desafiará a Tanahashi por el Campeonato Mundial de Televisión en la Noche 1 de The New Beginning en Sapporo. Ganó el título el 23 de febrero, y lo mantuvo por 49 días hasta el 12 de abril en Windy City Riot (2024) cuando fue derrotado por Zack Sabre Jr.

### The Crash Lucha Libre (2024)
En el The Crash Show del 19 de enero, derrotó a Bestia 666, Dralístico y Brian Cage en una súperlucha.
Regreso a The Crash el 28 de Junio, en un triangular dónde salió victorioso ante Penta Zero Miedo & The Beast Mortos.
Hizo su última aparición el 06 de Septiembre, en una lucha ante Rey Horus, Laredo Kid & Mustafa Ali dónde esté último salió con la mano en alto ya que Laredo le costó la lucha a Riddle, lo que provocó que este le arrancará la máscara. 
Fue anunciado para el Aniversario XII de The Crash pero no pudo asistir y fue sustituido por Raj Dhesi.

### Lucha Libre AAA Worldwide (2024)
Riddle hizo su debut para Lucha Libre AAA Worldwide (AAA) el 17 de agosto de 2024 en Triplemanía XXXII: Ciudad de México, donde derrotó a Komander y Laredo Kid ganando el Campeonato Mundial de Peso Crucero de AAA. El 6 de octubre en Héroes Inmortales, Riddle tuvo su primer defensa titular contra El Fiscal.

## Vida personal
Riddle es padre de dos hijas gemelas y un hijo. Riddle se casó con Lisa Rennie en 2011, hasta su divorcio en marzo de 2022. Desde noviembre de 2022, está saliendo con la actriz pornográfica Misha Montana, el 7 de julio de 2023, anunciaron que están esperado a su primer hijo juntos, el cuarto de Riddle, el 1 de diciembre del 2023, dieron la bienvenida a su hijo, Matthew Riddle Montana.

### Controversias
En 2020, Riddle fue acusado de conducta sexual inapropiada por la luchadora Candy Cartwright. Cartwright alega que después de un programa del circuito independiente en mayo de 2018, Riddle le pidió a Cartwright que tuviera sexo con él, y cuando ella se negaba, Riddle la estranguló hasta obligarla a darle sexo oral. WWE emitió un comunicado afirmando que estaban investigando el incidente. Riddle por su parte, negó la acusación a través de su abogado. Riddle también declaró que tuvo una aventura sexual con Cartwright, que fueron completamente consensuales.
Más tarde, el luchador solicitó una orden de restricción contra Cartwright, alegando que ella acosó, acechó y amenazó su seguridad tanto en persona como a través de Internet. En septiembre de 2020, retiró su petición de una orden de restricción. El 8 de octubre, Cartwright presentó una demanda contra Riddle, WWE y Gabe Sapolsky -entonces presidente de EVOLVE- por la controversia. En marzo de 2021, el tribunal desestimó a WWE y Sapolsky como demandados en la demanda, afirmando que no se podía probar su conexión con las acusaciones. Cartwright retiró la demanda el 13 de julio de 2021.

## Campeonatos y logros

### Artes marciales mixtas
- Ultimate Fighting Championship

  - Lucha de la Noche (1 vez) vs. Lance Benoist
  - Sumisión de la Noche (1 vez) vs. Chris Clements

### Lucha libre profesional
- 5 Star Wrestling
  - Tap Or Snap Championship (1 vez)

- Beyond Wrestling
  - Tournament for Today Men (2016)[116]

- Boca Raton Championship Wrestling

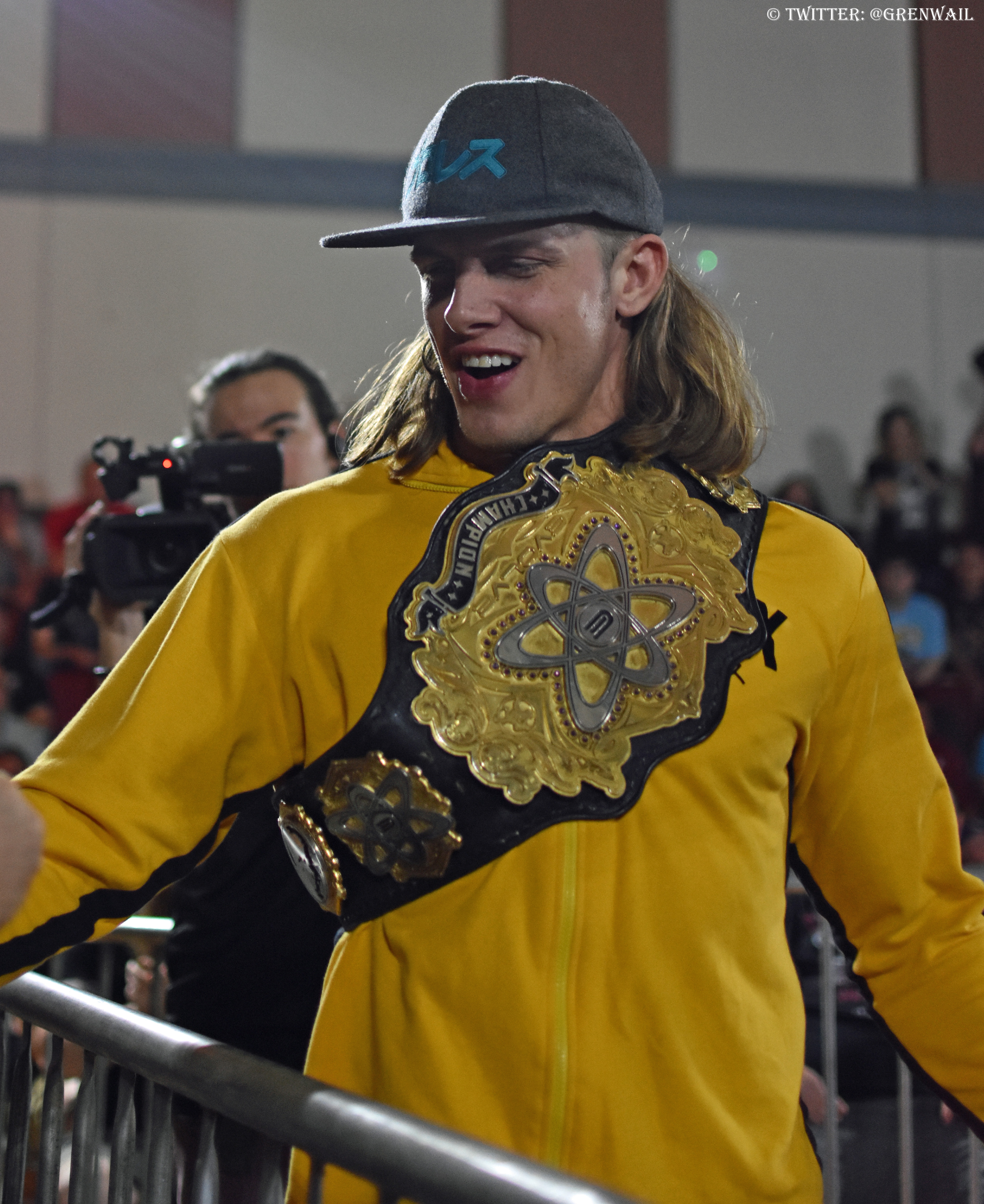
Riddle como Campeón de Evolve.

  - BRCW Tag Team Championship (1 vez) — con Curt Stallion

- Evolve
  - Evolve Championship (1 vez)
  - Style Battle (2016)

- HOPE Wrestling
  - HOPE 24/7 Hardcore Championship (1 vez)[117]

- Keystone Pro Wrestling
  - KPW Tag Team Championship (1 vez) con Punisher Martinez[118]

- Lucha Libre AAA Worldwide
  - Campeonato Mundial de Peso Crucero de AAA (1 vez)

- Major League Wrestling
  - MLW World Heavyweight Championship (1 vez)[119]
  - Battle Riot (2024, 2025) [120]

- Monster Factory Pro Wrestling
  - Monster Factory Heavyweight Championship (1 vez)[121]

- New Japan Pro-Wrestling
  - NJPW World Television Championship (1 vez)

- Progress Wrestling
  - Progress Atlas Championship (2 veces)[122]

- Pro Wrestling Chaos
  - King of Chaos Championship (1 vez)[123]

- Pro Wrestling Guerrilla
  - PWG World Tag Team Championship (1 vez) – con Jeff Cobb[124]

- Scenic City Invitational
  - Scenic City Invitational Tournament (2017)

- Style Battle
  - Style Battle #8[125]
  - Style Battle #9[126]

- Westside Xtreme Wrestling
  - Ambition 8 (2017)

- World Wrestling Entertainment/WWE
  - WWE United States Championship (1 vez)
  - Raw Tag Team Championship (2 veces) - con Randy Orton
  - NXT Tag Team Championship (1 vez) - con Pete Dunne
  - Dusty Rhodes Tag Team Classic (Quinto ganador) - con Pete Dunne

- Wrestling Observer Newsletter
  - Luchador que más ha mejorado (2016)[127]
  - Rookie Del Año (2016)

- WWNLive
  - WWN Championship (1 vez)[128]

- Pro Wrestling Illustrated
  - Situado en el Nº281 en el PWI 500 de 2016[129]
  - Situado en el Nº116 en el PWI 500 de 2017[130]
  - Situado en el Nº46 en los PWI 500 de 2018[131]
  - Situado en el N.º 69 en los PWI 500 de 2019[132]
  - Situado en el Nº80 en los PWI 500 de 2020[133]
  - Situado en el Nº76 en los PWI 500 de 2021[134]
  - Situado en el Nº89 en los PWI 500 de 2022[135]